# Soewarto Moestadja

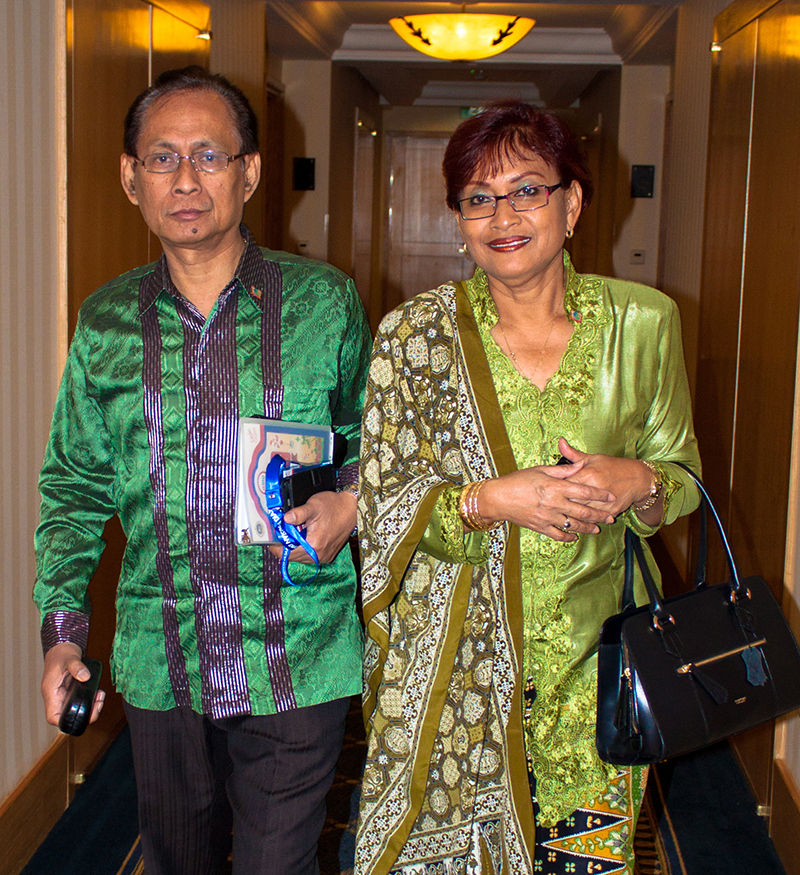
Soewarto Moestadja en zijn vrouw

Soewarto Moestadja (Peperpot, 30 november 1949) is een Surinaams politicus van Javaanse afkomst. Hij is vijf maal minister geweest.

## Biografie
Moestadja komt uit een gezin van twaalf kinderen, van wie hij de oudste is. Na de Hendrikschool en de Algemene Middelbare School ging hij bij de afdeling personeelszaken van de Stichting Machinale Landbouw (SML) in Wageningen werken. Later ging hij naar Nederland waar hij culturele antropologie studeerde aan de Universiteit van Amsterdam. Zijn eerste terugkeer naar Suriname mislukte. Hij kwam op 8 december 1982 op Zanderij aan en hij reed langs de afgebrande gebouwen van Radika en de Moederbond. Uiteindelijk verbleef hij zes weken in Suriname. Hierna was hij van 1983 tot 1985 in Nederland betrokken bij onder andere emancipatie-projecten voor daar wonende Surinamers.
Moestadja was voorzitter van de Nederlandse afdeling van de Surinaamse KTPI. Op verzoek van KTPI-voorzitter Willy Soemita keerde hij in 1995 terug naar Suriname waar hij beleidsadviseur werd bij het Ministerie van Sociale Zaken en Volkshuisvesting in de eerste regering van Ronald Venetiaan; daarnaast was hij werkzaam als freelance journalist.
Na de parlementsverkiezingen van 25 mei 1996 werd Moestadja namens de KTPI de minister van Sociale Zaken en Volkshuisvesting (20 september 1996 tot 20 september 2000) onder president Jules Wijdenbosch. In 1999 volgde een grote herschikking van het kabinet, waarbij Moestadja de functies van minister van Arbeid (1 juni 1999 tot 20 september 2000) en van minister van Volksgezondheid (1 februari 1999 tot 20 september 2000) erbij kreeg. Kort voor de vervroegde verkiezingen van mei 2000 kwam Moestadja met een nieuwe partij: Democraten van de 21ste eeuw (D21). D21 werkte in die periode nauw samen met de eveneens nieuwe partij van Wijdenbosch: Democratisch Nationaal Platform 2000. Bij de verkiezingen van 2005 was D21 onderdeel van A1 Combinatie die drie zetels kreeg.
Soewarto Moestadja was in 2003 mede-oprichter van het radio- en televisiestation Mustika en tegenwoordig is hij daar mede-eigenaar en directeur van de radiodivisie.
In 2008 gaf hij aan dat D21 uit de A1 Combinatie was gestapt. In die periode werd bekend dat de eveneens Javaanse partij Pertjajah Luhur (PL) van plan was Moestadja voor te dragen als kandidaat voor het voorzitterschap van het bestuur van de Anton de Kom Universiteit van Suriname. Deze functie wordt sinds het vertrek van Gregory Rusland in 2005 waargenomen door Allan Li Fo Sjoe. Moestadja gaf aan het te druk te hebben waardoor hij geen kandidaat werd gesteld.
Begin 2009 werd bekend dat hij mede-initiatiefnemer was bij een project om op de voormalige plantage Perica in het district Marowijne een palmolieplantage te beginnen. In 2010 ging de D21 op in Pertjajah Luhur (PL) van Somohardjo en dat pakte goed uit: na de verkiezingen van 2010 werd Moestadja minister van Binnenlandse Zaken en overleefde ook de reshuffling van president Bouterse in 2012. Op 14 april haalde president Bouterse de PL waartoe Moestadja behoorde uit de coalitie. Moestadja stelde per direct zijn portefuille ter beschikking van de president.
Medio 2015 werd tijdens een massameeting van de Nationale Democratische Partij (NDP) aangekondigd dat Moestadja zijn PL-lidmaatschap opzegde voor dat van de NDP. Op 4 september 2015 werd Moestadja beëdigd als Minister van Arbeid in het kabinet Bouterse-Adhin. Hij bleef aan tot 2020.
Vervolgens werd hij opnieuw in DNA gekozen tijdens de verkiezingen van 2020. Op de eerste zittingsdag fungeerde hij als voorzitter van DNA, als oudste in jaren.